# Oșești
Oșești je rumunská obec v župě Vaslui. Žije zde přibližně 2 900 obyvatel. Skládá se ze čtyř částí.

## Části obce
- Oșești – 1 113 obyvatel
- Buda – 1 292 obyvatel
- Pădureni – 392 obyvatel
- Vâlcele – 73 obyvatel